# 작화증
작화증(作話症), 허담증(虛談症), 공화증(空話症)은 사실에 근거가 없는 일을 말하는 병적 상태를 말한다.

## 증세
- 없었던 일을 마치 있었던 것처럼 확신을 가지고 말하며, 일어났던 일을 위장하거나 왜곡한다.
- 망상적인 환자는 이런 경향을 병적으로 과장되게 나타낸다.
- 사실을 오해하고 왜곡하며, 자신의 공상을 덧붙이고, 사실에 근거가 없거나 적은 일을 사실처럼 말한다.

## 같이 보기
- 참자기와 거짓자기